# Life Memorial
Life Memorial este cel mai mare spital privat din România, localizat în București. A fost inaugurat în anul 2007 și are o suprafață de 12.500 de metri pătrați și 150 de paturi. Cuprinde un bloc operator cu cinci săli de operație și terapie intensivă, un laborator de analize propriu, un bloc exclusiv de pediatrie, un bloc separat pentru nașteri, toate acestea deschise 24 de ore din 24. Este deținut de operatorul de servicii medicale MedLife, care a investit 17 milioane de euro în construcția și extinderea spitalului Life Memorial.